# Arthur Si-Bita
Arthur Si-Bita, né en 1948 à San Melina et mort le 12 novembre 2016 à Yaoundé, est un réalisateur et scénariste du cinéma camerounais.

## Biographie
Arthur Si-Bita est diplômé en lettres modernes et théâtre. Il est enseignant et critique de cinéma.
Il est connu pour avoir réalisé le long métrage Les Coopérants en 1983.
À la suite d'un malaise, il décède le 12 novembre 2016 à Yaoundé au cours du Festival national des arts et de la culture (Fenac).

## Filmographie
- La semaine culturelle du 20 mai 1978 (1978)
- La Voix du poète au Mont Cameroun (1978)
- Maîtres et disciples (1978)
- La Guitare brisée (1979)
- No Time to Say Goodbye (1981)
- Les Coopérants (1983)
- La Saga des Lions (1990)
- Les voyageurs professionnels (2004)